# 지리신법
지리신법(地理新法)은 충청북도 충주시 가금면 국립충주박물관에 있는 조선시대의 금속활자본 책이다. 2015년 6월 5일 충청북도의 유형문화재 제363호로 지정되었다.

## 개요
《지리신법》은 송나라 호순신(胡舜申)이 지은 풍수지리서를 금속활자인 을해자(乙亥字, 1455년)로 찍은 책으로 우리나라 풍수지리의 기본 지침서이다.
현존하는 가장 이른 시기의 금속활자 판본으로 조선 전기의 사상과 인쇄문화를 이해할 수 있는 귀중한 자료이다.

## 참고 자료
- 지리신법 - 국가유산청 국가유산포털